# Ser vivo
Un ser vivo u organismo es un conjunto material de organización compleja, en la que intervienen sistemas de comunicación molecular que lo relacionan internamente y con el medio ambiente en un intercambio de materia y energía de una forma ordenada, teniendo la capacidad de desempeñar las funciones básicas de la vida que son la nutrición, la relación y la reproducción, de tal manera que los seres vivos funcionan por sí mismos sin perder su nivel estructural hasta su muerte.
La materia que compone los seres vivos está formada en un 95 % por cuatro elementos (bioelementos) que son el carbono, hidrógeno, oxígeno y nitrógeno, a partir de los cuales se forman biomoléculas:
- Biomoléculas orgánicas o principios inmediatos: glúcidos, lípidos, proteínas y ácidos nucleicos.
- Biomoléculas inorgánicas: agua, sales minerales y gases.

Estas moléculas se repiten constantemente en todos los seres vivos, por lo que el origen de la vida procede de un antecesor común, pues sería muy improbable que hayan aparecido independientemente dos seres vivos con las mismas moléculas orgánicas. Se han encontrado microfósiles con una antigüedad de 3770 millones de años, por lo que la vida podría haber surgido sobre la Tierra durante el Hádico. Los relojes moleculares también la estiman en el Hádico hace 4200 millones de años.
Todos los seres vivos están constituidos por células (véase teoría celular). En el interior de éstas se realizan las secuencias de reacciones químicas, catalizadas por enzimas, necesarias para la vida.
La ciencia que estudia los seres vivos es la biología.

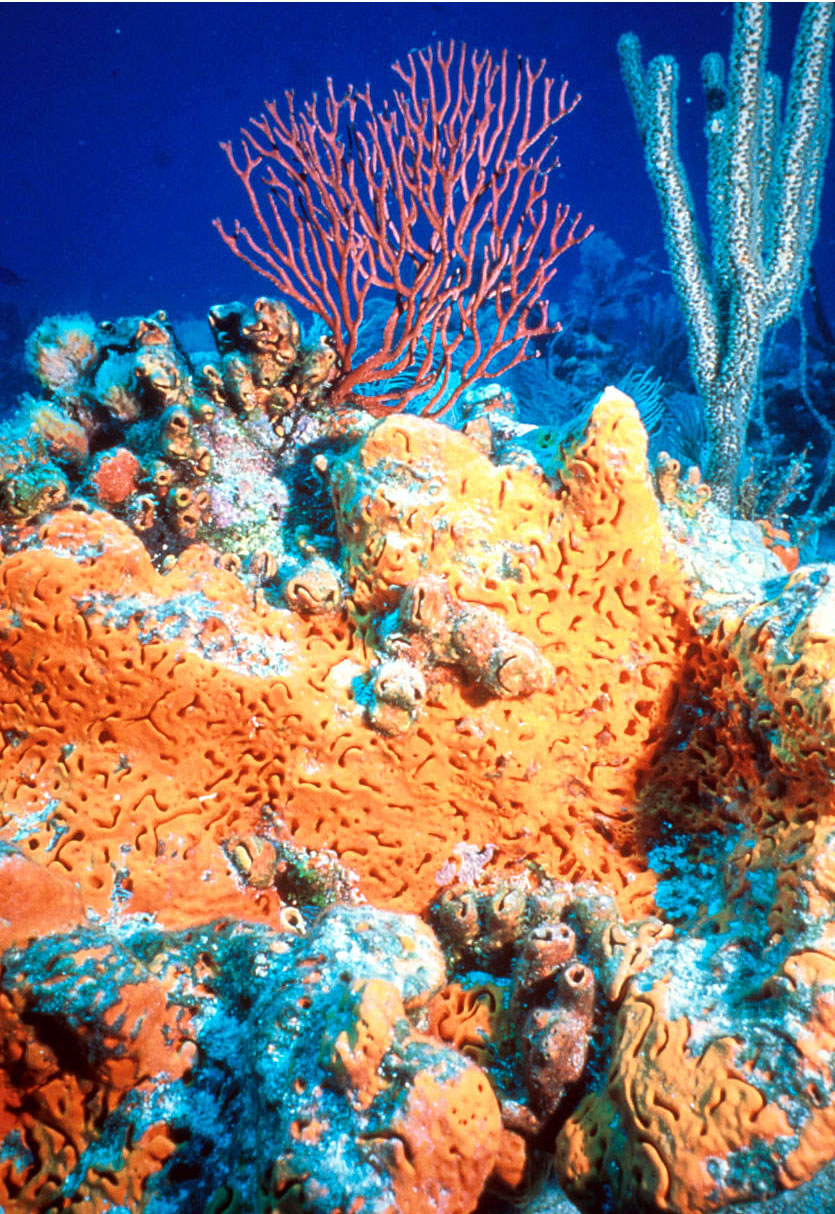
El arrecife de coral es habitado por gran variedad de seres vivos.

## Definiciones

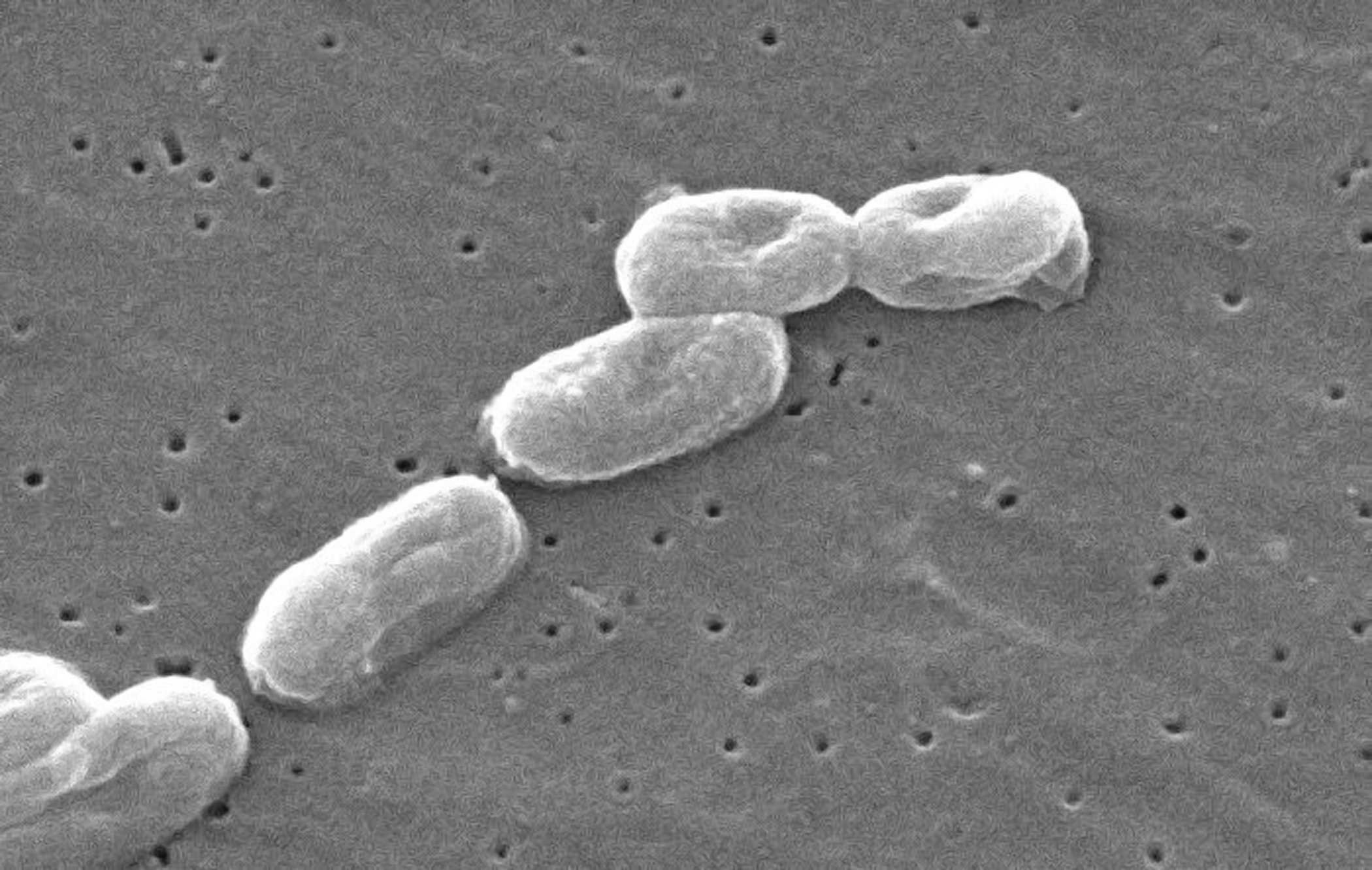
La reproducción es una característica básica de los seres vivos. En la parte superior de la figura se aprecia una bacteria reproduciéndose por fisión binaria.

Resulta fácil, habitualmente, decidir si algo está vivo o no. Ello se debe a que los seres vivos comparten muchos atributos. Asimismo, la vida puede definirse según estas propiedades básicas de los seres vivos, que nos permiten diferenciarlos de la materia inerte:
- Organización. Las unidades básicas de un organismo son las células. Un ser vivo puede estar compuesto de una sola célula (unicelular) o por muchas (pluricelular).
- Homeostasis. Los organismos mantienen un equilibrio interno, por ejemplo, controlan activamente su presión osmótica y la concentración de electrolitos.
- Relación o Irritabilidad. Es una reacción ante estímulos externos y permite a los seres vivos detectar u obtener información del medio en el que viven, tomar las decisiones acertadas y elaborar una respuesta adecuada para su supervivencia.[12]  Una respuesta puede ser de muchas formas, por ejemplo, la contracción de un organismo unicelular cuando es tocado o las reacciones complejas que implican los sentidos en los animales superiores.
- Metabolismo. Los organismos o seres vivos consumen energía para convertir los nutrientes en componentes celulares (anabolismo) y liberan energía al descomponer la materia orgánica (catabolismo).
- Desarrollo. Los organismos aumentan de tamaño al adquirir y procesar los nutrientes. Muchas veces este proceso no se limita a la acumulación de materia sino que implica cambios mayores.
- Reproducción. Es la habilidad de producir copias similares de sí mismos, tanto asexualmente a partir de un único progenitor, como sexualmente a partir de al menos dos progenitores.
- Adaptación. Las especies evolucionan y se adaptan al ambiente.

### Autopoiesis
Una forma alternativa de definir a los seres vivos es mediante el concepto de autopoiesis, introducido por los doctores Humberto Maturana y Francisco Varela. La idea es definir a los sistemas vivientes por su organización más que por un conglomerado de funciones. Un sistema se define como autopoiético cuando las moléculas producidas generan la misma red que las produjo y especifican su extensión. Los seres vivos son sistemas que viven mientras conserven su organización. Todos sus cambios estructurales son para adaptarse al medio en el cual ellos existen. Para un observador externo al sistema, esta organización aparece como auto-referida. Las células son los únicos sistemas vivos primarios, es decir aquellos capaces de mantener su autopoiesis en forma autónoma. Los organismos pluricelulares formados por células poseen características similares a las de las células, particularmente el estado estable, pero su vida les es concedida por la organización autopoiética de las células que los constituyen.

### Duración de la vida
Uno de los parámetros básicos del ser vivo es su longevidad. Algunos animales viven tan poco como un día, mientras que algunas plantas pueden vivir miles de años. El envejecimiento puede utilizarse para determinar la edad de la mayoría de los organismos, incluyendo las bacterias.

## Composición química de los seres vivos

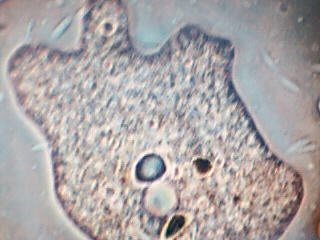
El protista Amoeba proteus (ameba) es un organismo eucarionte que vive libre en agua dulce. Mide unos 500 µm.

Los organismos son sistemas físicos soportados por reacciones químicas complejas, organizadas de manera que promueven la reproducción y en alguna medida la sostenibilidad y la supervivencia. Los seres vivos están integrados por moléculas inanimadas; cuando se examinan individualmente estas moléculas se observa que se ajustan a todas las leyes físicas y químicas que rigen el comportamiento de la materia inerte y las reacciones químicas son fundamentales a la hora de entender los organismos, pero es un error filosófico (reduccionismo) considerar a la biología como únicamente física o química. También juega un papel importante la interacción con los demás organismos y con el ambiente. De hecho, algunas ramas de la biología, por ejemplo la ecología, están muy alejadas de esta manera de entender a los seres vivos.
Los organismos son sistemas físicos abiertos ya que intercambian materia y energía con su entorno. Aunque son unidades individuales de vida no están aislados del medio ambiente que los rodea; para funcionar absorben y desprenden constantemente materia y energía. Los seres autótrofos producen energía útil (bajo la forma de compuestos orgánicos) a partir de la luz del sol o de compuestos inorgánicos, mientras que los heterótrofos utilizan compuestos orgánicos de su entorno.

### Elementos químicos
La materia viva está constituida por unos 60 elementos, casi todos los elementos estables de la Tierra, exceptuando los gases nobles. Estos elementos se llaman bioelementos o elementos biogénicos. Se pueden clasificar en dos tipos: primarios y secundarios.
- Los elementos primarios son indispensables para formar las biomoléculas orgánicas (glúcidos, lípidos, proteínas y ácidos nucléicos). Constituyen el 96,2 % de la materia viva. Son el carbono, el hidrógeno, el oxígeno, el nitrógeno, el fósforo y el azufre.

- Los elementos secundarios son todos los bioelementos restantes. Existen dos tipos: los indispensables y los variables. Entre los primeros se encuentran el calcio, el sodio, el potasio, el magnesio, el cloro, el hierro, el silicio, el cobre, el manganeso, el boro, el flúor y el yodo.

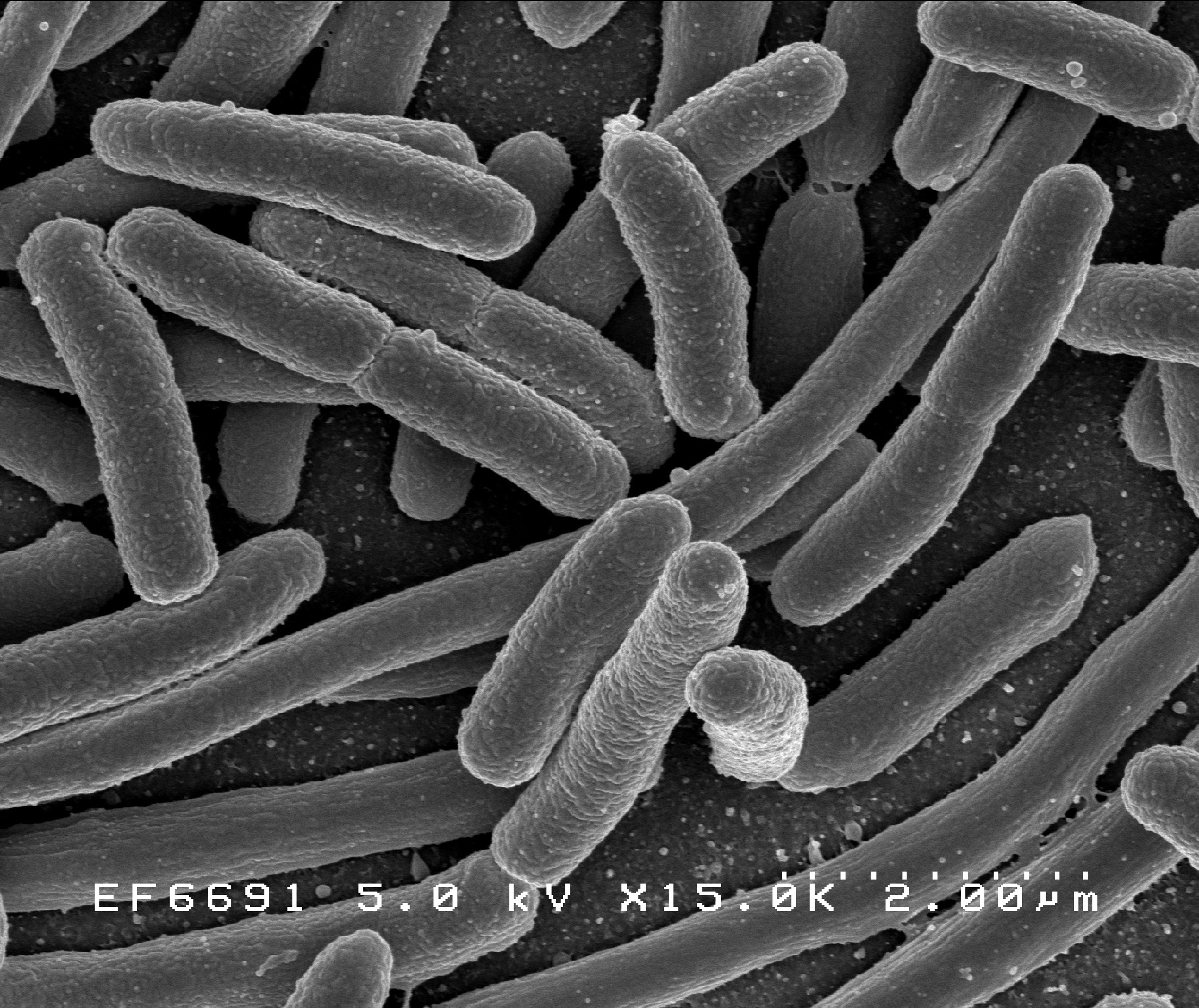
La bacteria Escherichia coli es un organismo procarionte presente en el intestino de los seres humanos. Mide 1-4 µm.

El elemento químico fundamental de todos los compuestos orgánicos es el carbono. Las características físicas de este elemento tales como su gran afinidad de enlace con otros átomos pequeños, incluyendo otros átomos de carbono, y su pequeño tamaño le permiten formar enlaces múltiples y lo hacen ideal como base de la vida orgánica. Es capaz de formar compuestos pequeños que contienen pocos átomos (por ejemplo el dióxido de carbono) así como grandes cadenas de muchos miles de átomos denominadas macromoléculas; los enlaces entre átomos de carbono son suficientemente fuertes para que las macromoléculas sean estables y suficientemente débiles como para ser rotos durante el catabolismo; las macromoléculas a base de silicio (siliconas) son virtualmente indestructibles en condiciones normales, lo que las descartan como componentes de un ser vivo con metabolismo.

### Macromoléculas
Los compuestos orgánicos presentes en la materia viva muestran una enorme variedad y la mayor parte de ellos son extraordinariamente complejos. A pesar de ello, las macromoléculas biológicas están constituidas a partir de un pequeño número de pequeñas moléculas fundamentales (monómeros), que son idénticas en todas las especies de seres vivos. Todas las proteínas están constituidas solamente por 20 aminoácidos distintos y todos los ácidos nucleicos por cuatro nucleótidos. Se ha calculado que, aproximadamente un 90 % de toda la materia viva, que contiene muchos millones de compuestos diferentes, está compuesta, en realidad por unas 40 moléculas orgánicas pequeñas.
Por ejemplo, aún en las células más pequeñas y sencillas, como la bacteria Escherichia coli, hay unos 5000 compuestos orgánicos diferentes, entre ellos, unas 3000 clases diferentes de proteínas y se calcula que en el cuerpo humano puede haber hasta 5 millones de proteínas distintas; además ninguna de las moléculas proteicas de E. coli es idéntica a alguna de las proteínas humanas, aunque varias actúen del mismo modo.
La mayor parte de las macromoléculas biológicas que componen los organismos pueden clasificarse en uno de los siguientes cuatro grupos: ácidos nucleicos, proteínas, lípidos y glúcidos.

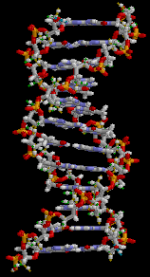
Doble hélice de ADN.

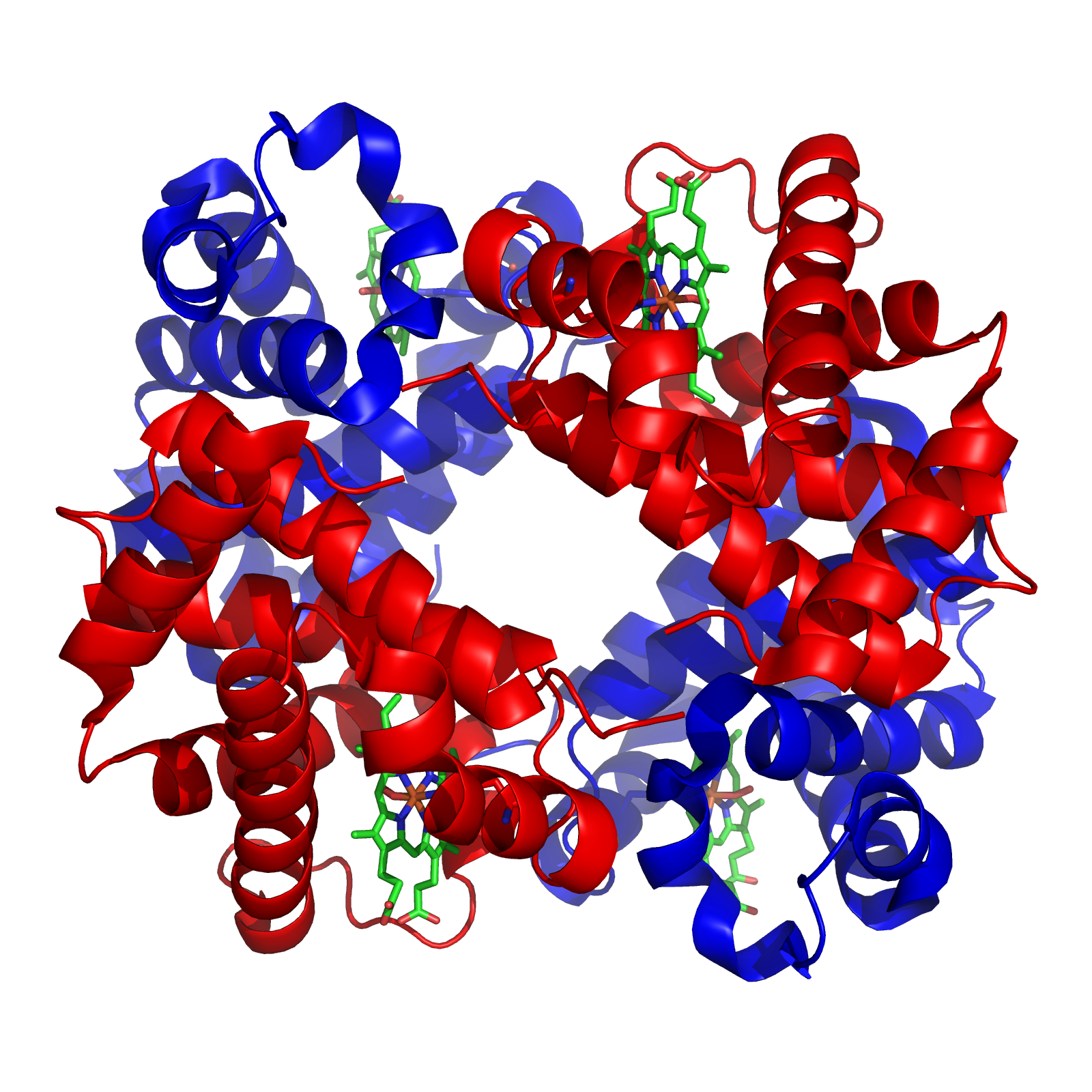
Una proteína (hemoglobina).

Fosfolípidos organizados en liposoma, micela y bicapa lipídica.

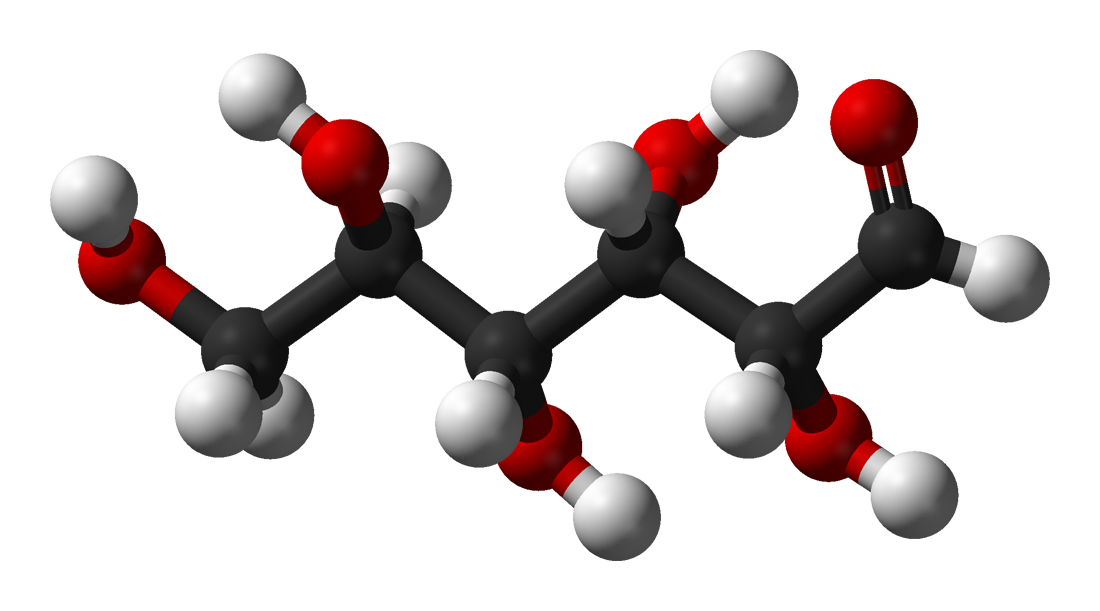
Un glúcido (glucosa).

#### Ácidos nucleicos
Los ácidos nucleicos (ADN y ARN) son macromoléculas formadas por secuencias de nucleótidos que los seres vivos utilizan para almacenar información. Dentro del ácido nucleico, un codón es una secuencia particular de tres nucleótidos que codifica un aminoácido particular, mientras que una secuencia de aminoácidos forma una proteína.

#### Proteínas
Las proteínas son macromoléculas formadas por secuencias de aminoácidos que debido a sus características químicas se pliegan de una manera específica y así realizan una función particular. Se distinguen las siguientes funciones de las proteínas:
- Enzimas, que catalizan las reacciones metabólicas.
- Proteínas estructurales, por ejemplo, la tubulina y el colágeno.
- Proteínas reguladoras, por ejemplo, la insulina, la hormona del crecimiento y los factores de transcripción que regulan el ciclo de la célula.
- Proteínas señalizadoras y sus receptores, tales como algunas hormonas.
- Proteínas defensivas, por ejemplo, los anticuerpos del sistema inmunitario y las toxinas. Algunas veces las toxinas contienen aminoácidos inusuales tales como la canavanina.

#### Lípidos
Los lípidos forman la membrana plasmática que constituye la barrera que limita el interior de la célula y evita que las sustancias puedan entrar y salir libremente de ella. En algunos organismos pluricelulares se utilizan también para almacenar energía y para mediar en la comunicación entre células.

#### Glúcidos
Los glúcidos (o hidratos de carbono) son el combustible básico de todas las células; la glucosa está al principio de una de las rutas metabólicas más antiguas, la glucólisis. También almacenan energía en algunos organismos (almidón, glucógeno), siendo más fáciles de romper que los lípidos, y forman estructuras esqueléticas duraderas, como la celulosa (pared celular de los vegetales) o la quitina (pared celular de los hongos, cutícula de los artrópodos).

## Estructura
Todos los seres vivos están formados por unidades denominadas células; algunos están formados por una única célula (unicelulares) mientras que otros contienen muchas (pluricelulares). Los organismos pluricelulares pueden especializar sus células para realizar funciones específicas. Así, un grupo de tales células forma un tejido. Los cuatro tipos básicos de tejidos en los animales son: epitelio, tejido nervioso, músculo y tejido conjuntivo. En las plantas pueden distinguirse tres tipos básicos de tejidos: fundamental, epidérmico y vascular. Varios tipos de tejido trabajan juntos bajo la forma de un órgano para producir una función particular (tal como el bombeo de la sangre por el corazón o como barrera frente al ambiente como la piel). Este patrón continúa a un nivel más alto con varios órganos funcionando como sistema orgánico que permiten la reproducción, digestión, etc. Muchos organismos pluricelulares constan de varios sistemas orgánicos que se coordinan para permitir vida.

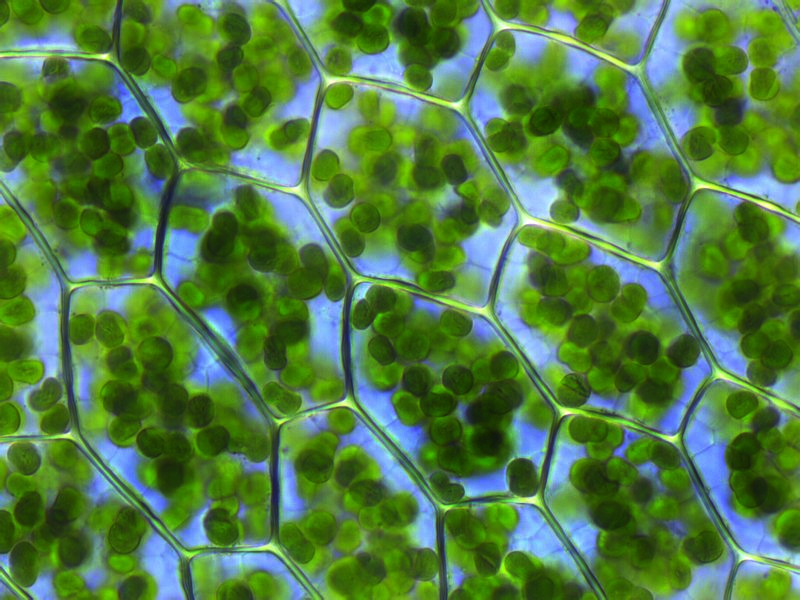
Células vegetales. Dentro de estas y en color verde se aprecian los cloroplastos.

### La célula
La teoría celular, propuesta en el año 1839 por Schleiden y Schwann, establece que todos los organismos están compuestos de una o más células; todas las células provienen de otras células preexistentes; todas las funciones vitales de un ser vivo ocurren dentro de las células, y las células contienen información hereditaria necesaria para las funciones de regulación de la célula y para transmitir información a la siguiente generación de células.
Todas las células tienen una membrana plasmática que rodea a la célula, separa el interior del medio ambiente, regula la entrada y salida de compuestos manteniendo de esta manera el potencial de membrana, un citoplasma salino que constituye la mayor parte del volumen de la célula y material hereditario (ADN y ARN).
Según la localización y la organización del ADN se distinguen dos tipos de células:
- Células procariotas (de los organismos procariontes), que carecen de envoltura nuclear por lo que el ADN no está separado del resto del citoplasma.
- Células eucariotas (de los organismos eucariontes), que tienen un núcleo bien definido con una envoltura que encierra el ADN, que está organizado en cromosomas.

Todas las células comparten varias habilidades:
- Reproducción por división celular (fisión binaria, mitosis o meiosis).
- Uso de enzimas y de otras proteínas codificadas por genes del ADN y construidas vía un ARN mensajero en los ribosomas.
- Metabolismo, incluyendo la obtención de los componentes constructivos de la célula y energía y la excreción de residuos. El funcionamiento de una célula depende de su capacidad para extraer y utilizar la energía química almacenada en las moléculas orgánicas. Esta energía se obtiene a través de las cadenas metabólicas.
- Respuesta a estímulos externos e internos, por ejemplo, cambios de temperatura, pH o niveles nutrientes.

### Simetría corporal
Es la disposición de las estructuras corporales respecto de algún eje del cuerpo. Se clasifican en:
- Asimétrica: cuando no presentan una forma definida, como las amebas.
- Radial: es presentada por organismos en forma de rueda o cilindro y sus partes corporales parten de un eje o punto central. Ejemplo: los erizos y las estrellas de mar.
- Bilateral: la presenta la mayoría de los seres vivos, es aquella en la cual al pasar un eje por el centro del cuerpo se obtienen dos partes equivalentes. Ejemplo: los vertebrados.

## Ecología
Los seres vivos pueden ser estudiados a muchos niveles diferentes: químico, celular, tejido, individuo, población, comunidad, ecosistema y biósfera. La ecología plantea una visión integradora de los seres vivos con el medio ambiente, considerando la interacción de los distintos organismos entre sí y con el medio físico, así como los factores que afectan a su distribución y abundancia. El medio ambiente incluye tanto los factores físicos (factores abióticos) locales, tales como el clima y la geología, como los demás organismos que comparten el mismo hábitat (factores bióticos).
Los procariontes y los eucariontes han evolucionado de acuerdo con estrategias ecológicas diferentes. Los procariontes son pequeños y sencillos: esto les otorgó la posibilidad de una alta velocidad de crecimiento y reproducción, por lo que alcanzan altos tamaños poblacionales en poco tiempo, que les permite ocupar nichos ecológicos efímeros, con fluctuaciones dramáticas de nutrientes. Por el contrario, los eucariontes, más complejos y de mayor tamaño, poseen un crecimiento y reproducción más lentos, pero han desarrollado la ventaja de ser competitivos en ambientes estables con recursos limitantes. No se debe caer en el error de considerar a los procariontes como evolutivamente más primitivos que los eucariontes, ya que ambos tipos de organismos se hallan bien adaptados a su ambiente, y ambos fueron seleccionados hasta la actualidad debido a sus estrategias ecológicas exitosas.

## Formas propuestas
Aparte de los seres vivos propiamente mencionados también se ha propuesto incluir a otras formas biológicas como los virus y los agentes subvirales (virus satélite, viroides y  virusoides), nanobios, nanobacterias que generalmente no se consideran seres vivos porque no cumplen con todas las características que definen a los seres vivos. Puede consultarse el artículo (Formas propuestas de vida) para información sobre los argumentos a favor y en contra de su inclusión. En 2012 se llevó a cabo el descubrimiento de un organismo celular nombrado Parakaryon myojinensis que no encaja en ninguno de los tres dominios existentes. Se diferencia de los procariotas en que tiene núcleo y de los eucariotas en que carece de orgánulos. Además el material genético está almacenado en filamentos y no en cromosomas lineales y la pared celular está compuesta por peptidoglucanos, características similares a la que poseen las bacterias. Una característica que lo distingue tanto de los procariotas como de los eucariotas es la ausencia de flagelos y citoesqueleto. Debido a ello algunos autores consideran que debería conformar su propio dominio Parakaryota.

## Clasificación de los seres vivos
|  |  |  |
|  |  |  |
|  |  |  |

Los seres vivos comprenden unos 1,9 millones de especies descritas y se clasifican en dominios y reinos. La clasificación más extendida distingue los siguientes taxones:
- Archaea (arqueas). Organismos procariontes que presentan grandes diferencias con las bacterias en su composición molecular. Se conocen unas 500 especies.[20]
- Bacteria (bacterias). Organismos procariontes típicos. Están descritas unas 10 000 especies.[21][22]
- Protista (protozoos). Organismos eucariontes generalmente unicelulares. Con unas 55 000 especies descritas.[23]
- Fungi (hongos). Organismos eucariontes, unicelulares o pluricelulares talofíticos y heterótrofos que realizan una digestión externa de sus alimentos. Comprende unas 100 000 especies descritas.[24]
- Plantae (plantas). Organismos eucariontes generalmente pluricelulares, autótrofos y con variedad de tejidos. Comprende unas 310 000 especies.[25]
- Animalia (animales). Organismos eucariontes, pluricelulares, heterótrofos, con variedad de tejidos que se caracterizan, en general, por su capacidad de locomoción. Es el grupo más numeroso con 1 425 000 especies descritas.[25]
- Parakaryota. Organismos unicelulares recientemente descubiertos que no comparten las características como para ser considerados parte de algunos de los dominios y reinos existentes. Solo se ha descrito una especie.[26]

## Origen
La Tierra se formó al mismo tiempo que el Sol y que el resto del sistema solar hace unos 4570 millones de años, pero hasta hace 4300 millones de años estaba demasiado caliente para albergar vida. Los fósiles más antiguos que se conocen son los microfósiles de Canadá con una antigüedad de entre 3770 millones de años por lo que la vida podría haber surgido sobre la Tierra durante el Hádico hace más de 4200 millones de años. Bajo las condiciones de la Tierra primitiva (o en el espacio exterior y traídos por meteoritos) pudieron formarse las biomoléculas más sencillas. Estas incluyen aminoácidos, nucleótidos y fosfolípidos, que pueden ensamblarse espontáneamente bajo determinadas condiciones, formando estructuras precelulares denominadas protobiontes. La aparición de las biomoléculas y la formación de los protobiontes pudo haber comenzado hace 4410 Ma.

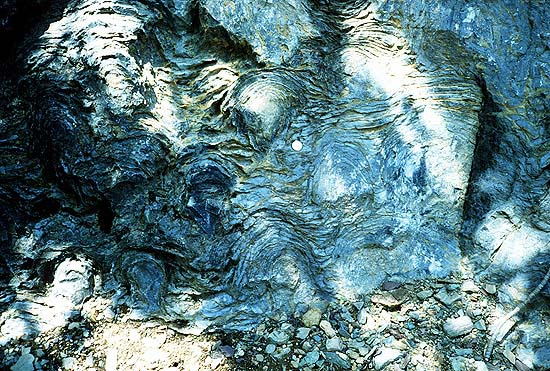
Se conocen estromatolitos como los que forman las actuales cianobacterias con una antigüedad de hasta 3700 millones de años.

A partir de estos monómeros se forman las proteínas, ácidos nucleicos y membranas que componen las protocélulas. Sin embargo, aquí surge un problema: las proteínas son excelentes catalizadores de reacciones químicas, pero no pueden almacenar información genética, esto es, la información necesaria para la síntesis de otra proteína. Por su parte, los ácidos nucleicos almacenan información genética, pero para su duplicación precisan de enzimas, es decir, de proteínas. Esto plantea el dilema de qué fueron primero, las proteínas (según los modelos del metabolismo primero) o los ácidos nucleicos (modelos de los genes primero). La teoría del mundo de hierro-sulfuro se encuadra en los modelos del primer tipo, los cuales asumen que la emergencia de un metabolismo primitivo pudo preparar un ambiente propicio para la posterior aparición de la replicación de los ácidos nucleicos. La hipótesis del mundo de ARN, que es ampliamente considerada, se encuadra entre los modelos del segundo tipo y se basa en la observación de que algunas secuencias de ARN pueden comportarse como enzimas. Este tipo de compuesto se denomina ribozima, es decir una enzima constituida por ácido ribonucleico. La hipótesis del mundo de ARN asume que el origen de los componentes moleculares y celulares de la vida implicó los siguientes pasos:
- El encadenamiento al azar de nucleótidos para formar moléculas de ARN pudo haber originado ribozimas que serían capaces de autorreplicación y que podrían poseer mecanismos de autoinserción y autoeliminación de nucleótidos.
- Los procesos de selección natural para una mayor diversidad y eficiencia darían lugar a ribozimas que catalizaban péptidos y luego pequeñas proteínas, ya que estos compuestos son mejores catalizadores. De ese modo surgió el primer ribosoma y comienza la síntesis de proteínas.
- Las proteínas se convierten en los biopolímeros dominantes y los ácidos nucleicos (ARN y ADN) quedan restringidos a un uso predominantemente genómico.
- Los fosfolípidos, por su parte, pueden formar espontáneamente bicapas lipídicas, uno de los dos componentes básicos de la membrana celular. Las membranas asistirían a la replicación y síntesis de ácidos nucleicos y proteínas de acuerdo con dos posibles modelos: citoplasma dentro y citoplasma fuera. En este último caso, los ácidos nucleicos y proteínas evolucionan en la parte exterior de la membrana y solo más tarde se interiorizan para formar las primeras células.[33][34]

No se descarta que el mundo de ARN pudiera a su vez estar precedido por otros sistemas genéticos más sencillos, como ANP, ANT o HAP.

## Evolución

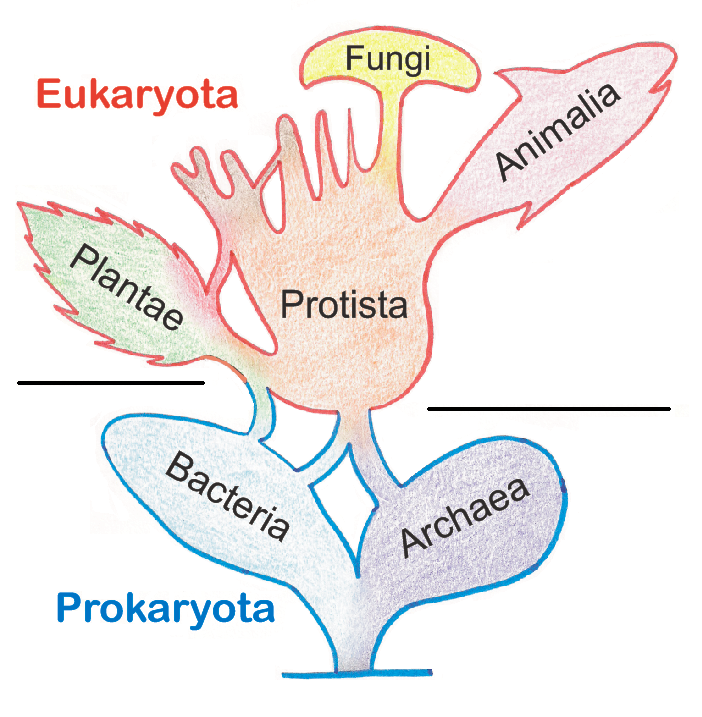
Árbol de los seres vivos sobre la base de las relaciones simbiogenéticas y filogenéticas. Los procariontes aparecen en el registro fósil hace al menos 3700 Ma, mientras que el origen de la célula eucariota se dio por simbiogénesis entre una arquea y una bacteria hace al menos 2100 Ma.

Un árbol filogenético hipotético de todos los organismos, basado en datos de secuencias genéticas del ARN 16S, mostrando la historia evolutiva de los tres dominios de la vida, Bacteria, Archaea y Eukarya. Propuesto originalmente por Carl Woese.

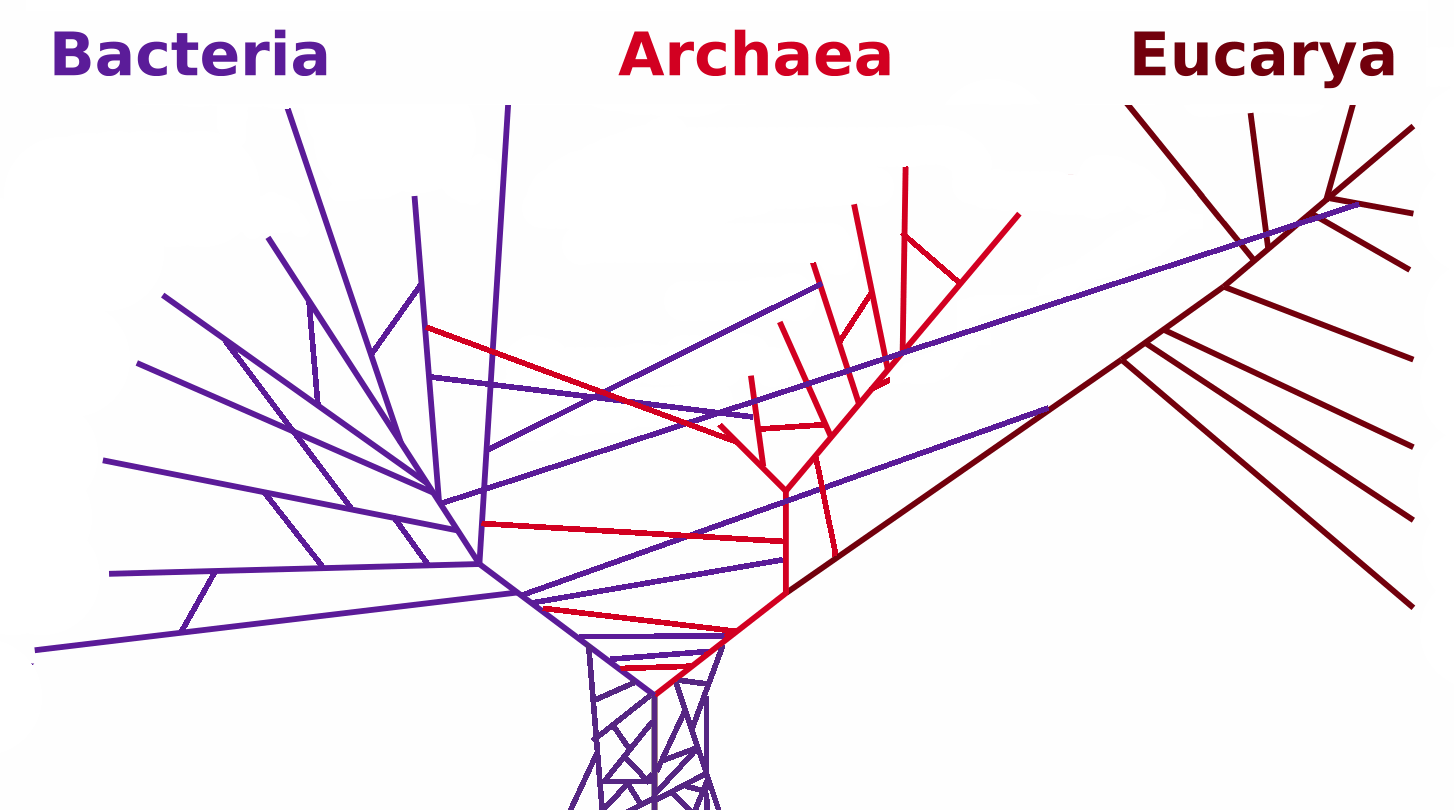
Extensiva transferencia horizontal de genes entre dominios y una colonia ancestral como raíz del árbol filogenético de los seres vivos.

En biología, la teoría del antepasado común universal sostiene que todos los organismos sobre la tierra tienen un origen común. La teoría se sustenta en la evidencia de que todos los organismos vivos comparten numerosos rasgos comunes. En los tiempos de Darwin-Wallace se basaba en la observación visible de las semejanzas morfológicas, tales como el hecho de que todos los pájaros tienen alas, incluso los que no vuelan. Actualmente la genética refuerza esta afirmación. Por ejemplo, toda célula viva hace uso de los ácidos nucleicos como material genético y utiliza los mismos veinte aminoácidos como bloques de construcción de las proteínas. La universalidad de estos rasgos apoya fuertemente una ascendencia común, pues sería muy improbable que hayan aparecido independientemente dos seres vivos con las mismas moléculas orgánicas.
El último antepasado común universal (LUCA) es el nombre del hipotético organismo unicelular del cual descendemos todos los existentes. Sin embargo, este concepto presenta algunas dificultades, pues es posible que los distintos componentes moleculares y celulares de los seres vivos actuales procedan de una comunidad de organismos ancestral, más que de un organismo individual. Los datos moleculares muestran una distribución de genes atípica entre los distintos grupos de seres vivos y los árboles filogenéticos construidos a partir de distintos genes son incompatibles entre sí. La historia de los genes es tan convolucionada que la única explicación razonable es una extensiva transferencia horizontal de genes. Por tanto, cada molécula de un ser vivo tiene su propia historia molecular y es posible que cada molécula tenga un origen distinto (en un organismo o no). Esta es la razón por la cual los árboles filogenéticos de los seres vivos tienen distintas estructuras de ramificación, particularmente cerca de la raíz.
La geología y la ciencia planetaria proporcionan también información sobre el desarrollo temprano de la vida. La vida no solo ha sido un sujeto pasivo de los procesos geológicos sino que también ha participado activamente en ellos, como por ejemplo, en la formación de sedimentos, la composición de la atmósfera y en el clima.
Se estima que los organismos eucariotas surgieron hace unos 2500 millones años (los primeros fósiles reconocibles datan de hace 2200 millones de años), por lo que el tiempo necesario para que surgiera la materia viva a partir de materia inanimada fue casi cuatro veces menor que el necesario para que surgiera la célula eucariota a partir de los procariotas. Esta observación no deja de ser sorprendente, ya que no pareciera que el nivel de complejidad de una célula eucariota justificara la cantidad de tiempo que transcurrió hasta su aparición. Una hipótesis que lo explicaría es que los procariotas, al establecerse, se convirtieron en competidores eficaces que disminuyeron el número de apariciones de novedades evolutivas en nichos ecológicos donde estas no daban ventaja adaptativa. Las novedades evolutivas pueden al principio disminuir en algún grado la supervivencia del nuevo linaje, y si hay competencia pueden ser eliminadas.

## Filogenia

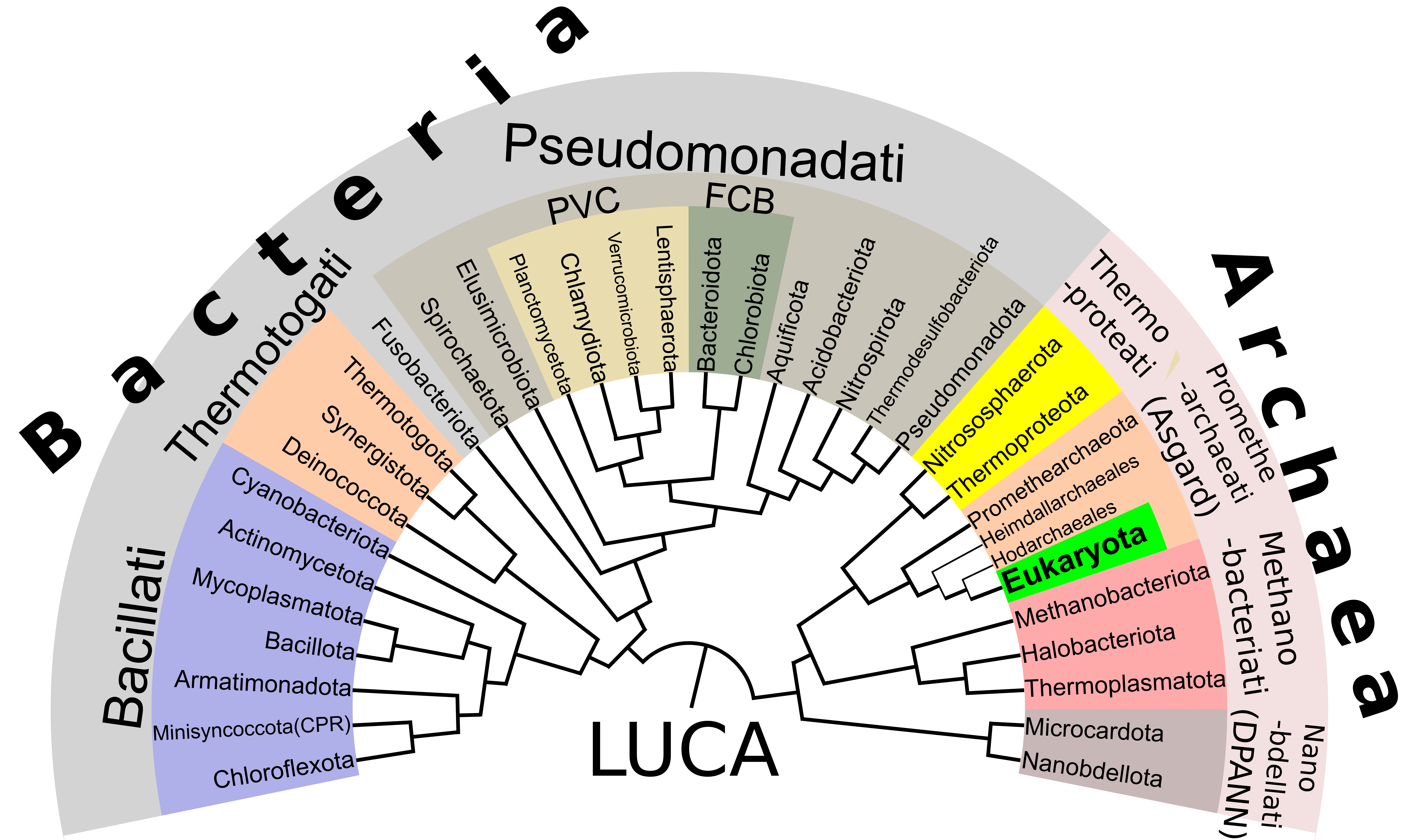
Árbol filogenético de los filos procariotas donde se observa a Eukaryota como un subclado al interior de Archaea.

Las relaciones filogenéticas de los seres vivos son motivo de controversia y no hay un acuerdo general entre los diferentes autores. En la actualidad parece claro que los eucariontes derivan de las arqueas con la incorporación por endosimbiosis de una bacteria, pero hay discrepancia en dónde poner a bacterias y arqueas.
Existen dos tipos principales de bacterias:
- Las bacterias gramnegativas presentan una envoltura celular compuesta de membrana citoplasmática, pared celular y membrana externa. Esto es, presentan dos membranas lipídicas distintas (son didérmicas), mientras que el resto de los organismos presentan una única membrana lipídica (son monodérmicos). Algunos grupos de estas bacterias son termófilos y quimioautótrofos como Aquificae y otros pueden realizar la fotosíntesis anoxigénica, tal como hace Chlorobi en la actualidad. Más adelante las cianobacterias mejoraron el mecanismo de la fotosíntesis que pasó a ser oxigénica, comenzando la liberación de grandes cantidades de oxígeno molecular al medio ambiente.

- Las bacterias grampositivas presentan una única membrana y la pared de peptidoglicano (mureína) es mucho más gruesa. La hipertrofia de la pared celular aumenta su resistencia pero impide la transferencia de lípidos para formar la membrana externa. Estos organismos fueron probablemente los primeros que colonizaron el suelo.

Por su parte, las arqueas son monodérmicas al igual que las bacterias grampositivas, pero su pared celular es diferente pues no está hecha de peptidoglucano, sino de glicoproteínas, seudomureína, etc. Además, los lípidos de las membranas celulares de las arqueas difieren de los de las bacterias (están compuestas de prenil éter en vez de acilo éster). El metabolismo de las arqueas es muy variado, comprendiendo muchos tipos de organismos quimioautótrofos y otros que realizan la fotosíntesis anoxigénica como Haloarchaea. Muchas especies son hipertermófilas o están adaptadas a otros ambientes extremos (hiperacidófilos, hiperhalófitos, etc).
Las posibles relaciones entre los dos grupos de bacterias y las arqueas son las siguientes:
- Archaea es el dominio más antiguo, o alternativamente, Archaea y Bacteria son igualmente antiguos.[45][46]

- Las bacterias grampositivas son las más antiguas, derivándose las gramnegativas y las arqueas a partir de ellas.[47]

- Las bacterias gramnegativas son las más antiguas, derivándose las grampositivas y las arqueas a partir de ellas.[48][49]

Por otra parte los estudios moleculares sostienen que tanto las bacterias como las arqueas son grupos monofiléticos, lo que implica que evolucionaron juntos del último antepasado común universal y no uno del otro.
Descubrimientos recientes soportan que el dominio Eukarya se deriva de Archaea, en concreto del filo Promethearchaeota, siendo las arqueas de la clase Heimdallarchaeia las más próximas a los eucariotas. Además, se considera que las mitocondrias proceden de la endosimbiosis de una proteobacteria alfa, en tanto que los cloroplastos de las plantas lo hacen de una cianobacteria. Los eucariontes usaron su nueva superficie celular de glicoproteínas como una capa flexible que dio lugar por primera vez en la historia de la vida a la fagocitosis y que a través de la adquisición de las mitocondrias llevó, en última instancia, al cambio en la estructura de la célula (núcleo, endomembranas, citoesqueleto, etc). Este cambio se refleja en las profundas diferencias entre la célula procariota y la eucariota.